# Juan Varela Varela
Juan Varela Varela (Betanzos, província de la Corunya, 10 d'octubre de 1964), és un periodista espanyol director del Diari de Tarragona des del 15 de setembre de 2016. Al llarg de la seva carrera ha alternat la seva tasca com a periodista amb la docència i l'assessoria en diferents grups de comunicació. Actualment és director de Mediathink Consultors i col·laborador habitual de Soitu.es, del diari Público i de l'"Agència Colpisa" (Grup Vocento).
Va completar els seus estudis de Ciències de la Informació a la Universitat de Navarra el 1987 i va cursar estudis de doctorat en Empresa Periodística a la Universitat Complutense de Madrid. Va començar la seva carrera professional com a redactor a El Ideal Gallego de La Corunya, El Correo de Andalucía de Sevilla, i en els diaris d'àmbit nacional del Grup Prisa El País i Cinco Días. També ha estat sotsdirector de Diario 16 i d'El Periódico de Catalunya i redactor cap d'edició del diari El Sol, rebent diversos premis de la Society for News Design per la seva tasca en el disseny d'aquests periòdics. Ha estat el creador i primer director d'ADN.es, l'aposta informativa a Internet del Grupo Planeta. Ha exercit la docència a la Facultat de Comunicació de la Universitat de Navarra i en diverses organitzacions periodístiques internacionals com la IFRA, la World Association of Newspapers (WAN), Adepa (Argentina).
Com a consultor destaca per la seva tasca com a director a Mediathink Consultors, S.L. a més d'haver estat un dels fundadors i membres del consell editorial de Cuadernos para periodistas, la revista de l'Associació de la Premsa de Madrid (APM). Així mateix ha treballat com a assessor periodístic del grup Vocento, destacant com a director dels projectes de llançament de diversos periòdics del grup. Com a consultor periodístic ha dirigit i realitzat renovacions en un centenar de mitjans d'Europa i Llatinoamèrica. També és l'autor del blog sobre periodisme i mitjans Periodistas 21, que va rebre el premi BOBs - Deutsche Welle al Millor Weblog Periodístic en castellà 2004.